# Liste des chefs du gouvernement d'Andorre
Pour un article plus général, voir Chef du gouvernement d'Andorre.
Cet article dresse la liste des chefs du gouvernement d'Andorre (en catalan : Cap de Govern d'Andorra) depuis la création de la fonction le 8 janvier 1982.

## Liste des titulaires
| N°                                        | Portrait                                  | Titulaire (Naissance-mort)                | Élection                                  | Mandat                                    | Mandat                                    | Mandat                                    | Parti politique                           | Parti politique                           |
| N°                                        | Portrait                                  | Titulaire (Naissance-mort)                | Élection                                  | Début                                     | Fin                                       | Durée                                     | Parti politique                           | Parti politique                           |
| Période pré-constitutionnelle (1982-1993) | Période pré-constitutionnelle (1982-1993) | Période pré-constitutionnelle (1982-1993) | Période pré-constitutionnelle (1982-1993) | Période pré-constitutionnelle (1982-1993) | Période pré-constitutionnelle (1982-1993) | Période pré-constitutionnelle (1982-1993) | Période pré-constitutionnelle (1982-1993) | Période pré-constitutionnelle (1982-1993) |
| ----------------------------------------- | ----------------------------------------- | ----------------------------------------- | ----------------------------------------- | ----------------------------------------- | ----------------------------------------- | ----------------------------------------- | ----------------------------------------- | ----------------------------------------- |
| 1                                         | Òscar Ribas Reig                          | Òscar Ribas Reig (1936-2020)              | 1981                                      | 8 janvier 1982                            | 21 mai 1984                               | 2 ans, 4 mois et 13 jours                 |                                           | PNL                                       |
| 2                                         | Josep Pintat-Solans                       | Josep Pintat-Solans (1925-2007)           | 1985                                      | 21 mai 1984                               | 12 janvier 1990                           | 5 ans, 7 mois et 22 jours                 |                                           | PC                                        |
| (1)                                       | Òscar Ribas Reig                          | Òscar Ribas Reig (1936-2020)              | 1989 1992 1993                            | 12 janvier 1990                           | 7 décembre 1994                           | 4 ans, 10 mois et 25 jours                |                                           | AND                                       |
| Période constitutionnelle (depuis 1993)   |                                           |                                           |                                           |                                           |                                           |                                           |                                           |                                           |
| 3                                         | Marc Forné Molné                          | Marc Forné Molné (né en 1946)             | 1997 2001                                 | 7 décembre 1994                           | 27 mai 2005                               | 10 ans, 5 mois et 20 jours                |                                           | PLA                                       |
| 4                                         | Albert Pintat Santolària                  | Albert Pintat Santolària (né en 1943)     | 2005                                      | 27 mai 2005                               | 5 juin 2009                               | 4 ans et 9 jours                          |                                           | PLA                                       |
| 5                                         | Jaume Bartumeu Cassany                    | Jaume Bartumeu Cassany (né en 1954)       | 2009                                      | 5 juin 2009                               | 28 avril 2011                             | 1 an, 10 mois et 23 jours                 |                                           | PS                                        |
| –                                         | Pere López Agràs                          | Pere López Agràs (né en 1971)             | intérim                                   | 28 avril 2011                             | 12 mai 2011                               | 14 jours                                  |                                           | PS                                        |
| 6                                         | Antoni Martí                              | Antoni Martí (1963-2023)                  | 2011 2015                                 | 12 mai 2011                               | 16 mai 2019                               | 8 ans et 4 jours                          |                                           | DA                                        |
| 7                                         | Xavier Espot Zamora                       | Xavier Espot Zamora (né en 1979)          | 2019 2023                                 | 16 mai 2019                               | en cours                                  | 5 ans, 9 mois et 21 jours                 |                                           | DA                                        |